# Ansel Elgort
Ansel Elgort (n. 14 martie 1994) este un actor american, producător de muzică și DJ (sub numele  "Ansølo").
Ca actor de film este cunoscut pentru rolurile Tommy Ross din Carrie (2013), Caleb Prior din Divergent (2014), și Augustus Waters din Sub aceeași stea (2014).
În iulie 2016, a lansat prima lui piesă, Home Alone, care are peste 700.000 de vizionări.

## Viața
S-a născut în New York City.. Tatăl lui este Arthur Elgort, fotograf ce a lucrat pentru revista Voque, iar mama sa este Grethe Barrett Holby. Tatăl lui este descendent dintr-o familie de evrei ruși, iar mama sa are o descendență engleză, germană și norvegiană. 
Bunica sa maternă, Aase-Grethe, a fost membră a rezistenței norvegiene din timpul celui de-al doilea război mondial și a salvat copii evrei norvegieni mutându-i în Suedia, datorită acestei fapte a fost arestată într-un lagăr de concentrare 
Elgort are doi frați mai mari, Warren, un editor de film, și Sophie, un fotograf La vârsta de nouă ani, mama sa l-a dus pentru înscrierea la școala americană de balet.

## Legături externe
- Ansel Elgort la Internet Movie Database
- Ansel Elgort pe Twitter
- Official music site